# Eva Crutzen
Eva Crutzen (Maastricht, 15 april 1987) is een Nederlands actrice, zangeres en cabaretière.

## Biografie
In 2009 begon Crutzen met haar opleiding aan de Frank Sanders Akademie in Amsterdam, alhoewel haar vader meende dat een rechtenstudie een verstandiger keuze was. Programma's van Hans Teeuwen en Brigitte Kaandorp hadden haar een andere richting opgeduwd. Na haar studie zou ze beginnen bij het Haarlems Toneel, maar dat kreeg de financiën niet rond. In 2012 won ze de publieksprijs op het Wim Sonneveld concours. Ze is als medewerkster vast verbonden aan het NPO Radio 2 radioprogramma Spijkers met koppen van BNNVARA. Op televisie speelde ze verschillende (gast)rollen in onder andere Flikken Maastricht, D.E.A.L en Jeuk, presenteerde ze programma's voor Schooltv en was ze te zien in het comedyprogramma Larie.
In 2016 werd Crutzen voor haar voorstelling Spiritus genomineerd voor de Neerlands Hoop, de prijs voor de meest belovende theatermaker(s) met het grootste toekomstperspectief.
Sinds 2017 is Crutzen onderdeel van het NPO 3 televisieprogramma Klikbeet.
Vanaf december 2019 treedt Crutzen als vaste gast op in het satirische praatprogramma Promenade van Diederik Ebbinge. In het voorjaar van 2020 zou zij met try-outs van haar nieuwe show Hardcover het land in gaan, maar wegens het coronavirus werden alle voorstellingen afgelast.

## Solovoorstellingen
- 2014-2015: Bankzitten; regie: Oscar Siegelaar; coach / bijdragen: Niels van der Laan
- 2016-2017: Spiritus; regie: Wimie Wilhelm; coach / bijdragen: Niels van der Laan
- 2018-2019: Opslaan Als
- 2020: Hardcover

## Filmografie
- 2010: Flikken Maastricht - afleveringen "Verkracht" en "Alarm", verpleegkundige
- 2010: Snuf en de IJsvogel - Agent Roelie van Tongeren
- 2015: Jeuk - aflevering "De vriendin van Simon van Nick en Simon", als zichzelf
- 2017-heden: Klikbeet - hoofdrol, als zichzelf
- 2019-2025: Promenade - "Deskundige", als zichzelf
- 2020: Opslaan als de serie - hoofdrol, als zichzelf
- 2021: Alles op tafel - Fenna
- 2022: Tropenjaren - Bregje
- 2024: BODEM - Cat
- 2024: De z van zus - Bianca

## Prijzen
- 2012: Publieksprijs op het concours om de Wim Sonneveldprijs[5]
- 2013: Rabo Talenten Concours[6]
- 2023: Gouden Kalf voor beste hoofdrol in dramaserie Bodem[7]